# ویانا (اسپانیا)
ویانا (به اسپانیایی: Viana) یک منطقهٔ مسکونی در اسپانیا است که در نابارا واقع شده‌است.